# بسام حدادين
بسام سلامة حدادين (ولد في 29 أكتوبر 1949 في ماعين - ) سياسي يساري أردني ووزير سابق، شغل منصب وزير التنمية السياسية ووزير الشؤون البرلمانية من (11 أكتوبر 2012 - 30 مارس 2013) في حكومة عبدالله النسور الأولى ، كانت هذه الوزارة في السابق وزارتين وتم دمجهما معا، وهو حاصل على درجة البكالوريوس في الصحافة من إيطاليا.
فاز في جميع الانتخابات النيابية عن المقعد المسيحي بالزرقاء منذ 1989م وحتى 2012م في عضوية مجلس النواب الحادي عشر والثاني عشر والثالث عشر والرابع عشر والخامس عشر. عرف بتعدد تحالفاته السياسية تحت قبة البرلمان بين اليمين واليسار. شغل منصب نائب الأمين العام الأسبق لحزب الشعب الديمقراطي الأردني وكان أحد أعضاء الجبهة الديمقراطية لتحرير فلسطين ونائب الأمين العام الأسبق لـ حزب الشعب الديمقراطي الأردني وعمل أيضًا ككاتب صحفي ورئيس المركز الديموقراطي ومنسق التجمع الديمقراطي الاجتماعي.